# Żłób (przełęcz)
Żłób (niem. Der Pass, Der Paß, 555 m n.p.m.) przełęcz w Krzeszowskich Wzgórzach oddzielająca ich zasadniczą część na północy, od grzbietu zakończonemu Czerepem na południe.

## Położenie
Przez przełęcz prowadzi polna droga łącząca Gorzeszów z Grzędami. Na samej przełęczy znajduje się duży węzeł dróg leśnych i polnych. Znajduje się ona na zachód od Garbacza, na południe od bezimiennej koty, a na północ od Czerepu.

## Geologia
Przełęcz została wypreparowana w górnokredowych mułowcach i piaskowcach wapnistych.

## Roślinność
Jedynie na samej przełęczy rośnie las świerkowy, podejścia z obu stron prowadzą przez pola i łąki.

## Turystyka
- zielony – z Gorzeszowa do Kochanowa